# Алба (Пенсільванія)
Алба (англ. Alba) — місто (англ. borough) в США, в окрузі Бредфорд штату Пенсільванія. Населення — 133 особи (2020).

## Географія
Алба розташована за координатами 41°42′21″ пн. ш. 76°49′40″ зх. д. / 41.70583° пн. ш. 76.82778° зх. д. (41.705911, -76.827647).  За даними Бюро перепису населення США в 2010 році місто мало площу 1,74 км², уся площа — суходіл.

## Демографія
Згідно з переписом 2010 року, у селищі мешкало 157 осіб у 65 домогосподарствах у складі 45 родин. Густота населення становила 90 осіб/км².  Було 71 помешкання (41/км²).
Расовий склад населення:
| - 97,5 % — білих - 1,9 % — чорних або афроамериканців |

До двох чи більше рас належало 0,6 %. Частка іспаномовних становила 2,5 % від усіх жителів.
За віковим діапазоном населення розподілялося таким чином: 16,6 % — особи молодші 18 років, 68,1 % — особи у віці 18—64 років, 15,3 % — особи у віці 65 років та старші. Медіана віку мешканця становила 42,9 року. На 100 осіб жіночої статі у селищі припадало 93,8 чоловіків;  на 100 жінок у віці від 18 років та старших — 81,9 чоловіків також старших 18 років.
Середній дохід на одне домашнє господарство  становив 38 223 долари США (медіана — 31 875), а середній дохід на одну сім'ю — 43 182 долари (медіана — 34 688). Медіана доходів становила 30 625 доларів для чоловіків та 31 250 доларів для жінок. За межею бідності перебувало 22,0 % осіб, у тому числі 31,3 % дітей у віці до 18 років та 42,1 % осіб у віці 65 років та старших.
Цивільне працевлаштоване населення становило 60 осіб. Основні галузі зайнятості: роздрібна торгівля — 21,7 %, виробництво — 21,7 %, мистецтво, розваги та відпочинок — 21,7 %.